# Fédération des Samoa de football
La Fédération des Samoa de football (Samoa Football Soccer Federation (en) SFSF) est une association regroupant les clubs de football des Samoa et organisant les compétitions nationales et les matchs internationaux de la sélection des Samoa.
La fédération nationale des Samoa est fondée en 1968. Elle est affiliée à la FIFA depuis 1986 et est membre de l'OFC depuis 1986 également.